# 大坪塘镇
大坪塘乡，是中华人民共和国湖南省永州市新田县下辖的一个乡镇级行政单位。现已和原知市坪乡合并，并称为大坪塘镇，镇政府驻地原知市坪乡政府，派出所驻地原大坪塘镇派出所，境内有G234国道，

## 行政区划
大坪塘乡下辖以下地区：
大冲村、枇杷窝村、小塘村、白杜村、农科站村、秀岭水村、黄沙溪村、云里村、社湾村、长富村、大窝岭村、留家田村、土桥坪村、坪陆坊村、草坪村、大凤头村、中和圩村、火柴岭村、下村和大坪塘村。